# Mokuleia
Mokuleia és una població dels Estats Units a l'estat de Hawaii. Segons el cens del 2000 tenia 1.839 habitants.

## Demografia
Segons el cens del 2000, Mokuleia tenia 1.839 habitants, 709 habitatges i 385 famílies. La densitat de població era de 356,45 habitants per km².
Dels 709 habitatges, en un 25,7% hi vivien nens de menys de 18 anys; en un 37,8% hi vivien parelles casades; en un 11,4%, dones solteres, i en un 45,7% no eren unitats familiars. En el 31,3% dels habitatges hi vivien persones soles el 2,5% de les quals corresponia a persones de 65 anys o més que vivien soles. El nombre mitjà de persones vivint en cada habitatge era de 2,38 i el nombre mitjà de persones que vivien en cada família era de 3,04.
Per edats la població es repartia de la següent manera: un 21,5% tenia menys de 18 anys, un 16,2% entre 18 i 24, un 36,1% entre 25 i 44, un 20,2% de 45 a 64 i un 6,0% 65 anys o més.
L'edat mediana era de 30,2 anys. Per cada 100 dones hi havia 133,97 homes. Per cada 100 dones de 18 o més anys hi havia 139,7 homes.
La renda mediana per habitatge era de 50.100$ i la renda mediana per família de 57.917 $. Els homes tenien una renda mediana de 36.458 $ mentre que les dones 27.317 $. La renda per capita de la població era de 24.643 $. Aproximadament el 10,5% de les famílies i el 10,7% de la població estaven per davall del llindar de pobresa.

## Poblacions més properes
El següent diagrama mostra les poblacions més properes.